# Klink (stopcontact)

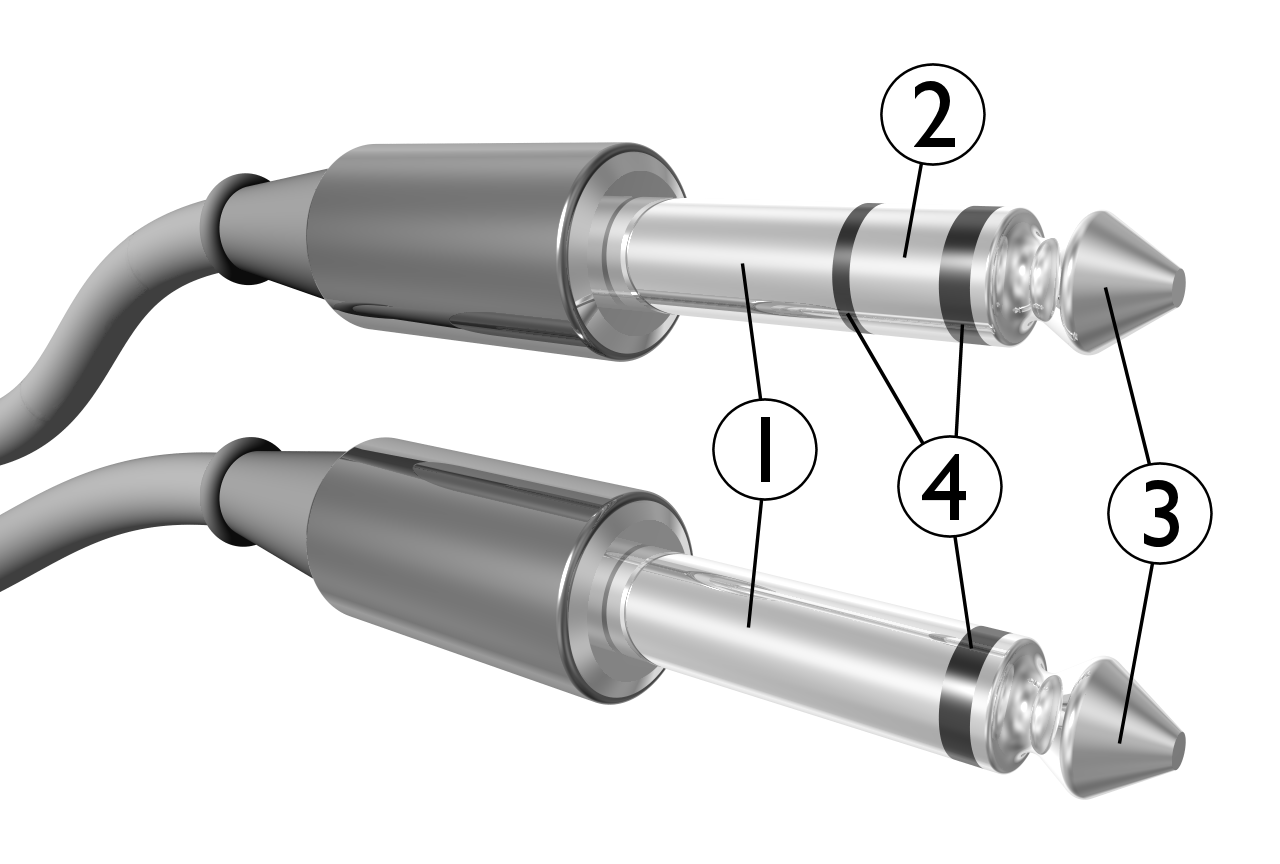
De EIA RS-453/IEC 60603-11-klink. Onderdelen zijn (boven stereo, onder mono):
1 huls, 2 ring, 3 punt, 4 isolatie

Een jackplug of klink is een elektrische aansluiting waarin een concentrische stekker past, waarvan de polen achter elkaar zijn geplaatst op een enkele stift. Ze worden het meest gebruikt voor geluidssignalen.
Een driepolige jackplug wordt wel TRS-plug genoemd, naar de drie contactvlakken punt (tip), ring en huls (sleeve). Er zijn echter ook tweepolige stekkers (zonder ring), vierpolige stekkers (met twee ringen), en zelfs vijfpolige (met drie ringen). Die laatste twee worden TRRS en TRRRS-pluggen genoemd. De TRS-plug is uitgevonden voor het gebruik in telefooncentrales in de 20e eeuw en wordt daarom ook wel telefoonplug genoemd. De oudst bekende  telefoonplug is van 1877.
Er bestaan nog meer concentrische stekkers, zoals de tulpstekker, de coax-stekker en veel verschillende vormen die worden gebruikt voor netvoeding van kleine apparaten, maar deze worden niet als jack of klink aangeduid.
Veel klinken hebben een ingebouwde schakelaar die wordt bediend als er een stekker in de klink wordt gestoken. Deze dient bijvoorbeeld om automatisch de luidspreker uit te schakelen bij het aansluiten van een hoofdtelefoon.

## Diameters
- 2,5 mm TS
- 3,5 mm TS (mono)
- 3,5 mm TRS (stereo)
- 6,35 mm TRS (stereo)

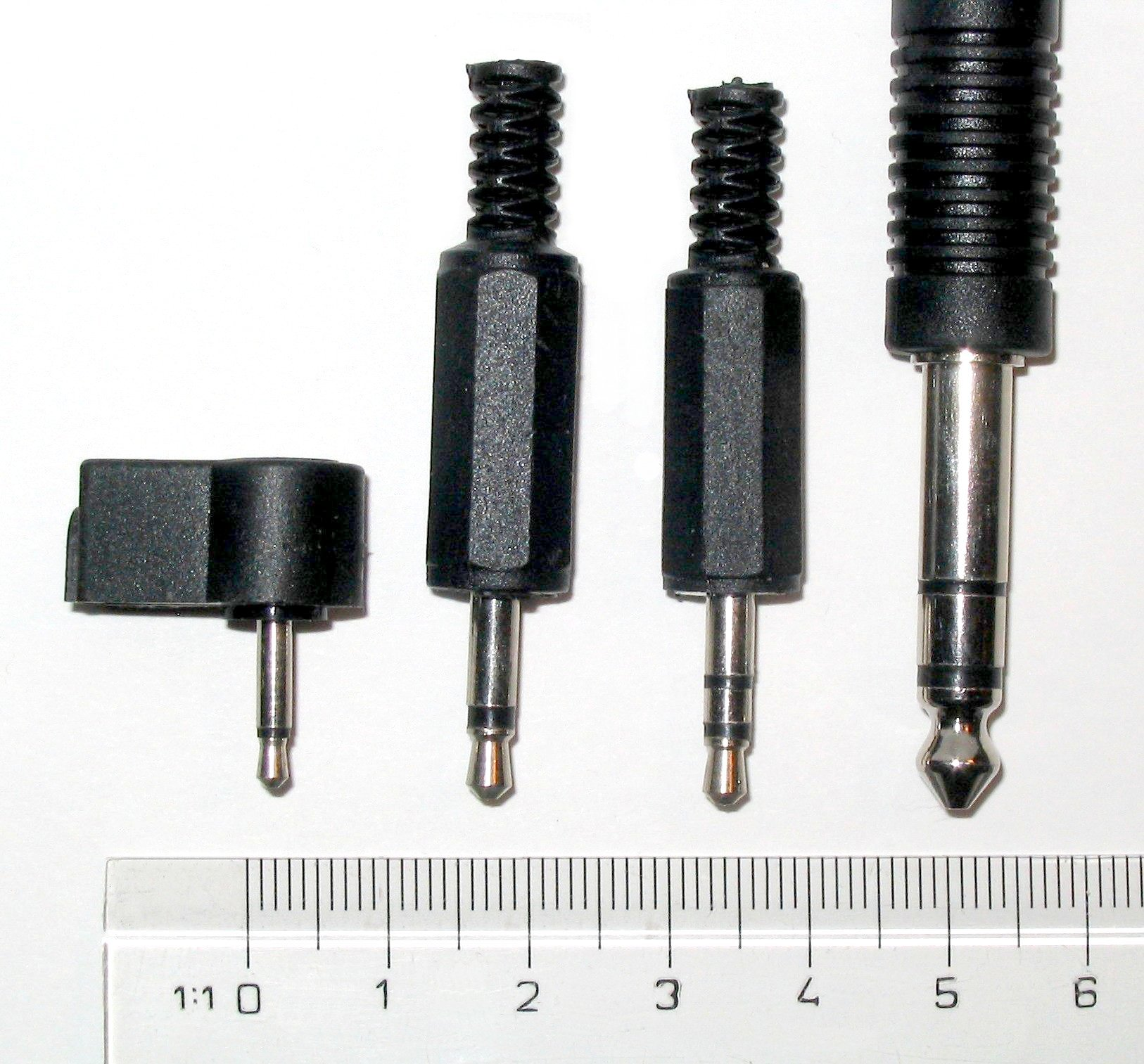
Klinkstekkers met verschillende diameters. Van links naar rechts:
- 2,5 mm TS
- 3,5 mm TS (mono)
- 3,5 mm TRS (stereo)
- 6,35 mm TRS (stereo)

Er zijn klinken met vijf verschillende diameters, namelijk 2,5; 3,5; 4,4; 5,23 en 6,35 mm. Ook de punt en ring kunnen verschillen van vorm. De volgende gestandaardiseerde typen klinken zijn te onderscheiden:
| Standaard                 | Diameter        | Aantal contacten | Alternatieve benaming |
| ------------------------- | --------------- | ---------------- | --------------------- |
| JISC 6560                 | 2,5 mm          | 2/3              |                       |
|                           | 2,5 mm          | 4                |                       |
| JIS C 6560 JC35P2         | 3,5 mm          | 2                | mini-jack             |
| JIS C 6560 JC35P3         | 3,5 mm          | 3                | mini-jack             |
| JEITA RC-5325A JC35P4     | 3,5 mm          | 4                |                       |
|                           | 0,173 inch      | 3                | Bantam TT             |
| MIL-P-642/5A              | 0,206 inch      | 3                |                       |
| BPO 316                   | 6,35 mm, ¼ inch | 3                | B-Gauge               |
| MIL-P-642/4               | 6,35 mm, ¼ inch | 2                | telefoonplug          |
| MIL-P-642/2               | 6,35 mm, ¼ inch | 3                | telefoonplug          |
| EIA RS-453 / IEC 60603-11 | 6,35 mm, ¼ inch | 2/3              | jackplug              |

## Gebruik

### 2,5 mm
De kleinste klink, met een diameter van 2,5 mm, wordt niet veel gebruikt – meestal op mobiele telefoons om bijvoorbeeld een oplader of headset aan te sluiten. Ook bij hoofdtelefoons met een afneembare kabel wordt aan de kant van de hoofdtelefoon vaak een 2,5 klink gebruikt. Als de hoofdtelefoon een ingebouwde microfoon heeft moet een TRRS-plug gebruikt worden, anders volstaat een TRS-plug.

### 3,5 mm

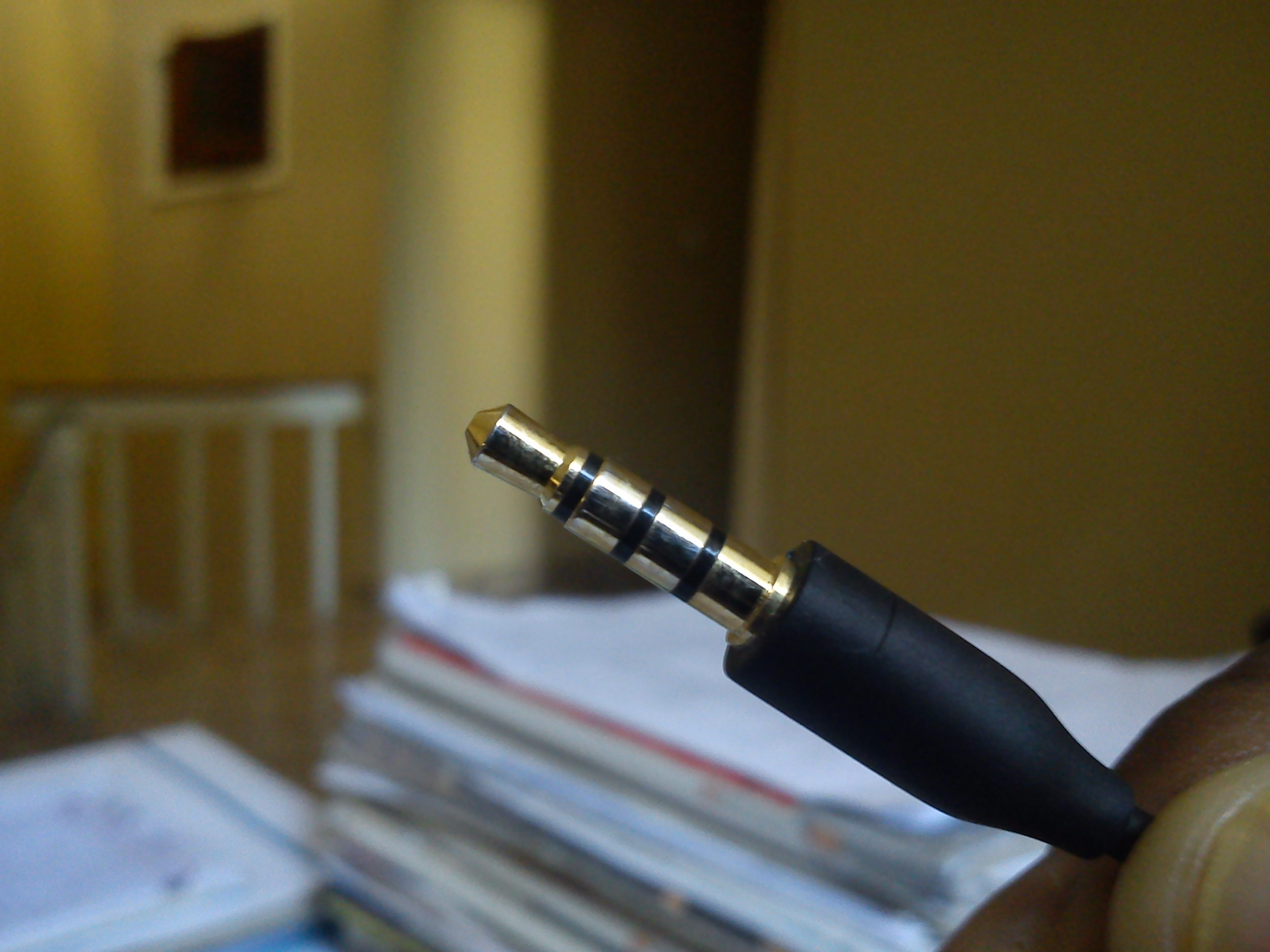
De 4-polige "TRRS" stekker met 3,5 mm diameter wordt veel gebruikt met mobiele telefoons en computers.

De 3,5 mm (mini-jack) is het meest te vinden op computers en draagbare audioapparatuur om hoofdtelefoons en microfoons aan te sluiten. Ook wordt de 3,5mm-klink gebruikt in audioapparatuur als alternatief voor tulpstekkers en de oudere DIN-connector, omdat hij kleiner is. Een ander voordeel van klinken boven tulpstekkers is dat ze meer dan één kanaal kunnen doorgeven. Er zijn namelijk naast tweepolige monoklinken ook driepolige stereoklinken en vierpolige voor stereo plus composietvideo. Sommige Creative-geluidskaarten kunnen drie audiokanalen doorgeven in verband met 6.1- en 7.1-luidsprekeropstelling.
De 4-polige TRRS-stekker met een diameter van 3,5 mm wordt veel gebruikt om een hoofdtelefoon met ingebouwde microfoon te verbinden met een smartphone. Door middel van een verloopstuk kan zo'n stekker ook op de twee 3-polige aansluitingen (koptelefoon en microfoon apart) van een computer worden aangesloten. In het verleden hebben verschillende fabrikanten de 4 polen van de TRRS-stekker op verschillende manieren gebruikt, waardoor een hoofdtelefoonset niet altijd (volledig) werkt met de apparatuur van een andere fabrikant. De twee meestgebruikte standaarden worden OMTP en CTIA genoemd. In beide gevallen is de punt het linkerkanaal en de eerste ring het rechterkanaal. Echter bij de OMTP-standaard is de microfoon met de tweede ring verbonden en de aarde met de huls, terwijl dit bij de CTIA-standaard andersom is. De CTIA-standaard wordt het meest gebruikt voor smartphones, terwijl de OMTP-standaard meer in zwang was voor computerheadsets. Er bestaan CTIA/OMTP-adapters om een headset van de ene standaard aan te passen aan de andere.
De verschillende normen (met de gebruikelijke kleuren voor aders en RCA-stekkers) zijn weergegeven in de volgende tabel.
|      | Tweepolig | Driepolig | Vierpolig met video | Vierpolig met video lange huls | Vierpolig audio (OMTP) | Vierpolig smartphones (CTIA) |
| ---- | --------- | --------- | ------------------- | ------------------------------ | ---------------------- | ---------------------------- |
| Punt | audio     | links     | video               | links                          | links                  | links                        |
| Ring | aarde     | rechts    | links               | rechts                         | rechts                 | rechts                       |
| Ring | aarde     | aarde     | rechts              | video                          | microfoon / drukknop   | aarde                        |
| Huls | aarde     | aarde     | aarde               | aarde                          | aarde                  | microfoon / drukknop         |
| Huls |           |           |                     | aarde                          |                        |                              |

Naast de geluidssignalen worden er door de kabels van een headset vaak ook besturingssignalen verstuurd, zoals voor het instellen van het geluidsvolume, het aannemen van telefoongesprekken, enz. De manier waarop dit gebeurt verschilt ook per fabrikant of per platform (Android, iPhone, ...). Daardoor is een juiste aansluiting van de polen van een TRRS-stekker nog geen garantie dat alles zal werken. Wanneer apparatuur van verschillende fabrikanten wordt gecombineerd werkt meestal de geluidsweergave wel, maar de signalen van de knoppen worden niet altijd herkend en de aanwezigheid van een microfoon vaak ook niet.
Een oudere versie van de 3,5mm-stereoplug heeft een langere huls dan gebruikelijk, namelijk 10 mm in plaats van de gebruikelijke 5 mm. Een stekker met een korte huls past meestal niet goed in een jack voor een lange huls.

### 4,4 mm "bantamplug"
De 4,4mm-klink komt alleen voor bij professionele geluidsapparatuur en wordt dan "bantamplug" genoemd.

### 6,35 mm
6,35 mm (eigenlijk ¼ inch) wordt vanwege het grotere contactoppervlak in consumentenapparatuur gebruikt voor microfoons en hoofdtelefoons, hoewel XLR-aansluitingen betrouwbaarder zijn. De ¼ inch-plug is nog steeds "de stekker" voor muziekinstrumenten zoals de gitaar. In de studio worden veelal de MIL-P-642-klinken toegepast, omdat deze een betrouwbaarder contact garanderen. Ondanks dezelfde plugdiameter zijn de MIL-klinken echter niet compatibel met de gangbare EIA RS-453-klink. Een RS-453-klink kan een MIL-jack stukmaken door de grotere diameter van de punt, waarop het veercontact in de MIL-jack veelal niet is berekend. Andersom maakt een MIL-klink geen betrouwbaar contact in een RS-453-jack.